# Dré Bly
Donald André „Dré“ Bly (* 22. Mai 1977 in Chesapeake, Virginia) ist ein ehemaliger US-amerikanischer American-Football-Spieler auf der Position des Cornerbacks. Er spielte elf Jahre für vier verschiedene Teams in der National Football League (NFL) und gewann mit den St. Louis Rams den Super Bowl (XXXIV).
Dré Bly spielte College Football an der University of North Carolina. Im NFL Draft 1999 wurde er in der zweiten Runde als 41. Spieler von den St. Louis Rams ausgewählt. Dort spielte er vier Jahre und gewann mit den Rams den Super Bowl XXXIV, ehe er 2003 zu den Detroit Lions wechselte.
Nach vier Jahren in Detroit wechselte er 2007 zu den Denver Broncos. Bei den Broncos erhielt Bly einen Fünf-Jahres-Vertrag über 33 Millionen US-Dollar. In diesem Betrag waren 18 Millionen Dollar Signing Bonus (Handgeld) enthalten. 2009 spielt Bly für eine Saison für die San Francisco 49ers.
Bly konnte in seiner Karriere 43 Interceptions und dabei fünf Touchdowns erzielen.